# Wilhelm Braune
Wilhelm Theodor Braune (Großthiemig, 20 febbraio 1850 – Heidelberg, 10 novembre 1926) è stato un filologo e filosofo tedesco, esponente della Scuola neogrammaticale che influenzò profondamente l'indoeuropeistica tra XIX e XX secolo.

## Biografia
Nato a Großthiemig, piccolo centro del Brandeburgo, Braune insegnò filologia germanica alle università di Lipsia (1875-1880) e di Heidelberg (1888-1919).
Esponente del movimento dei Neogrammatici, al centro delle sue ricerche furono la linguistica indoeuropea e la germanistica, ambito cui contribuì in particolare con la sua Gotische Grammatik  (1880); fondò e diresse, nel 1874 insieme a Hermann Paul, i Beiträge zur Geschichte der deutschen Sprache und Literatur e, nel 1876, i Neudrucke deutscher Litteraturwerke des 16. und 17. Jahrhunderts, opera poi proseguita da Ernst Beutler. Si occupò anche di filologia (Die Handschriftenverhältnisse des Nibelungenliedes, 1900).

## Opere

### Saggi
- (DE)  Untersuchungen über Heinrich von Veldeke, Halle-Saale, 1873
- (DE)  Zur Kenntnis des Fränkischen und zur hochdeutschen Lautverschiebung, Halle-Saale, 1874
- (DE)  Über die Quantität der althochdeutschen Endsilben, Halle-Saale, 1875
- (DE)  Althochdeutsches Lesebuch, Halle, Niemeyer, 1875. Ora in: (DE) Wilhelm Braune, Althochdeutsches Lesebuch, a cura di Ernst Ebbinghaus, Tubinga, Niemeyer, 1994, ISBN 3-484-10707-3.
- (DE)  Gotische Grammatik mit Lesestücken und Wörterverzeichnis, Halle, Niemeyer, 1880. Ora in: (DE) Wilhelm Braune, Gotische Grammatik mit Lesestücken und Wörterverzeichnis, Tubinga, Niemeyer, 2004, ISBN 3-484-10850-9.
- (DE)  Althochdeutsche Grammatik. Laut- und Formenlehre, Halle, Niemeyer, 1886, in Althochdeutsche Grammatik, vol. I. Ora in: (DE) Wilhelm Braune, Althochdeutsche Grammatik. Laut- und Formenlehre, a cura di Ingo Reiffenstein, Tubinga, Niemeyer, 2004, ISBN 3-484-10861-4.
- (DE)  Abriß der althochdeutschen Grammatik mit Berücksichtigung des Altsächsischen, Halle, Niemeyer, 1895. Ora in: (DE) Wilhelm Braune, Abriß der althochdeutschen Grammatik mit Berücksichtigung des Altsächsischen, a cura di Ernst Ebbinghaus, Tubinga, Niemeyer, 1989, ISBN 978-3-484-10643-7.
- (DE)  Die Handschriftenverhältnisse des Nibelungenliedes, 1900
- (DE)  Über die Einigung der deutschen Aussprache, Heidelberg, J. Horning, 1904

### Traduzioni e curatele
- (DE) Wilhelm Braune, Hermann Paul (a cura di), Beitrage sur Geschichte der deutschen Sprache und Literatur, Halle, Lippert, 1873-1875.
- (DE) Erasmus Alberus, Die Fabeln, a cura di Wilhelm Braune, Halle, Niemeyer, 1892.